# Miyuki Nakajima
Pour les articles homonymes, voir Nakajima.
Miyuki Nakajima (中島みゆき, Nakajima Miyuki), née le 23 février 1952 à Sapporo, est une chanteuse et compositrice japonaise. Elle est connue notamment pour avoir composé et interprété de nombreux succès populaires au Japon, titres souvent repris à l'étranger, pour l'essentiel en Asie mais aussi en Europe.

## Biographie
En tant qu'artiste, elle est reconnue pour son amplitude vocale impressionnante et ses paroles décadentes. Au contraire, elle est connue en tant qu'animatrice radio pour ses propos plus sérieux et profonds. Cet énorme fossé recueillit une réaction du public favorable, notamment dans les années 1980 ; sa réputation solidement enracinée en tant que musicienne s'est poursuivie jusqu'à aujourd'hui. Elle est souvent comparée à Yumi Matsutoya.
Sur Oricon, un regroupement officiel des meilleurs tubes japonais, les tubes de Nakajima occupèrent une belle position. De 1979 à 1985, elle fut constamment en haut de liste avec ses albums. Elle est la seule artiste japonaise ne faisant pas partie d'un groupe qui a produit des meilleures ventes durant quatre décennies : Wakareuta (わかれうた Chant d'adieu) dans les années 1970, Akujo (悪女) au début des années 1980, « Sora to kimi no aida ni » (空と君の間に Entre toi et le ciel) dans les années 1990 et Chijou no Hoshi (地上の星 Étoiles de Terre, ou Unsung Heroes en anglais) depuis l'an 2000. En particulier, cette dernière chanson est restée à la tête des ventes durant 200 semaines, étant également le générique de ProjectX. 
En tant que compositeur, elle écrit pas moins de 90 chansons pour de nombreux interprètes, dont "Abayo" de Naoko Ken, "Kosa ni fukarete" par Shizuka Kudo ou encore "Sorafune" par Tokio.
Elle est aussi connue en tant que la première compositrice japonaise dont les chansons ont été adaptées par des interprètes non-japonais (essentiellement Taïwanais et de Hong Kong). C'est le cas de "Rouge" par Faye Wong sous le titre de "Fragile Woman". Son tube Akujo de 1981 quant à lui a été interprété en français par Sylvie Vartan (Ta vie de chien) ou encore en italien et en espagnol par Al Bano et Romina Power (Abandonati).

## Discographie

### Singles
- Azami Jō no Lullaby (アザミ嬢のララバイ) (1975)
- Jidai (時代) (1975)
- Konbanwa (こんばんわ) (1976)
- Yokaze no Naka kara (夜風の中から) (1976)
- Wakareuta (わかれうた) (1977)
- Omoide Gawa (おもいで河) (1978)
- Revival (りばいばる) (1979)
- Kanashimi Warai (かなしみ笑い) (1980)
- Hitori Jōzu (ひとり上手) (1980)
- Ashita tenki ni nare (あした天気になれ) (1981)
- Akujo (悪女) (1981)
- Yūwaku (誘惑) (1982)
- Yokorenbo (横恋慕) (1982)
- Ano Ko (あの娘) (1983)
- Hitori (ひとり) (1984)
- Kodoku no Shōzō (孤独の肖像) (1985)
- Tsumetai Wakare (つめたい別れ) (1985)
- Atai no Natsuyasumi (あたいの夏休み) (1986)
- Mikaeri Bijin (見返り美人) (1986)
- Yamaneko (やまねこ) (1986)
- Gokigen Ikaga (御機嫌如何) (1987)
- Kamen (仮面) (1988)
- Namida -Made in tears- (涙－Made in tears-) (1988)
- Ashita (あした) (1989)
- with (1990)
- Tōkyō Maigo (トーキョー迷子) (1991)
- Tanjō (誕生) / Maybe (1992)
- Asai Nemuri (浅い眠り) (1992)
- Jealousy Jealousy (ジェラシー・ジェラシー) (1993)
- Jidai (時代) / Saigo no Megami (最後の女神) (1993)
- Sora to Kimi no aida ni (空と君のあいだに) / Fight! (ファイト！) (1994)
- Tabibito no uta (旅人のうた) (1995)
- Takaga Ai (たかが愛) (1996)
- Aijō Monogatari (愛情物語) (1997)
- Inochi no Betsumei (命の別名) / Ito (糸) (1998)
- Mabataki mo Sezu (瞬きもせず) (1998)
- Chijou no Hoshi (地上の星) / Head Light Tail Light (ヘッドライト・テールライト) (2000)
- Gin no Ryū no Se ni Notte (銀の龍の背に乗って) (2003)
- Kaerenai Mono tachi e (帰れない者たちへ) (2006)
- Ichigo Ichie (一期一会) (2007)
- Ai dake wo Nokose (愛だけを残せ) (2009)

### Albums
- Watashi no Koe ga Kikoemasuka (私の声が聞こえますか) (1976)
- Minna Itteshimatta (みんな去ってしまった) (1976)
- A Ri Ga To U (あ・り・が・と・う) (1977)
- Aishiteiru to Ittekure (愛していると云ってくれ) (1978)
- Shin-ai naru Mono e (親愛なる者へ) (1979)
- Okaerinasai (おかえりなさい) (1979)
- Ikiteitemo Iidesuka (生きていてもいいですか) (1980)
- Ringetsu (臨月) (1981)
- Kansuigyo (寒水魚) (1982)
- Yokan (予感) (1983)
- Hajimemashite (はじめまして) (1984)
- Oironaoshi (御色なおし) (1985)
- miss M. (1985)
- 36.5°C (1986)
- Nakajima Miyuki (中島みゆき) (1988)
- Goodbye Girl (グッバイ ガール) (1988)
- Kaikinetsu (回帰熱) (1989)
- Yoru wo Yuke (夜を往け) (1990)
- Utadeshika Ienai (歌でしか言えない) (1991)
- East Asia (1992)
- Jidai: Time Goes Around (時代 -Time goes around-) (1993)
- Love or Nothing (1994)
- 10 Wings (1995)
- Paradise Cafe (パラダイス・カフェ) (1996)
- Watashi no Kodomo ni Narinasai (わたしの子供になりなさい) (1998)
- Hi -Wings- (日-WINGS) (1999)
- Tsuki -Wings- (月-WINGS) (1999)
- Tanpenshuu (短編集) (2000)
- Kokoromoriuta (心守歌) (2001)
- Otogibanashi: Fairy Ring (おとぎばなし -Fairy Ring-) (2002)
- Koibumi (恋文) (2003)
- Ima no Kimochi (いまのきもち) (2004)
- Tensei (転生) (2005)
- Lullaby Singer (ララバイSINGER) (2006)
- I Love You, Kotaetekure (I Love You, 答えてくれ) (2007)
- Drama! (2009)
- Mayonaka no Doubutsuen (真夜中の動物園) (2010)
- Kouya yori (荒野より) (2011)

### Compilations
- Nakajima Miyuki the Best (1986)
- Singles (1987)
- Nakajima Miyuki Presents Best Selection 16 (1989)
- Best Selection 2 (1992)
- Singles 2 (1994)
- Daiginjō  (大吟醸) (1996)
- Daiginmaku  (大銀幕) (1998)
- Singles 2000 (2002)
- Genki desuka (元気ですか) (2006)

## Liens
- (ja) Site officiel
- (en) Nippop Profile: Miyuki Nakajima
- (en) Miyuki Nakajima sur l'Internet Movie Database